# Dryf barki T-36

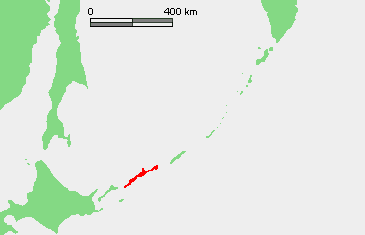
Wyspa Iturup na Kurylach Południowych – początek epopei radzieckiej barki T-36

Dryf barki T-36 – wydarzenie z historii XX w., mające miejsce w 1960 roku na Oceanie Spokojnym.

## Przebieg zdarzeń

Ilustracja graficzna wydarzenia – kolorem czerwonym oznaczony jest dryf radzieckiej barki, niebieski to rejs amerykańskiego lotniskowca

Schemat barki T-36

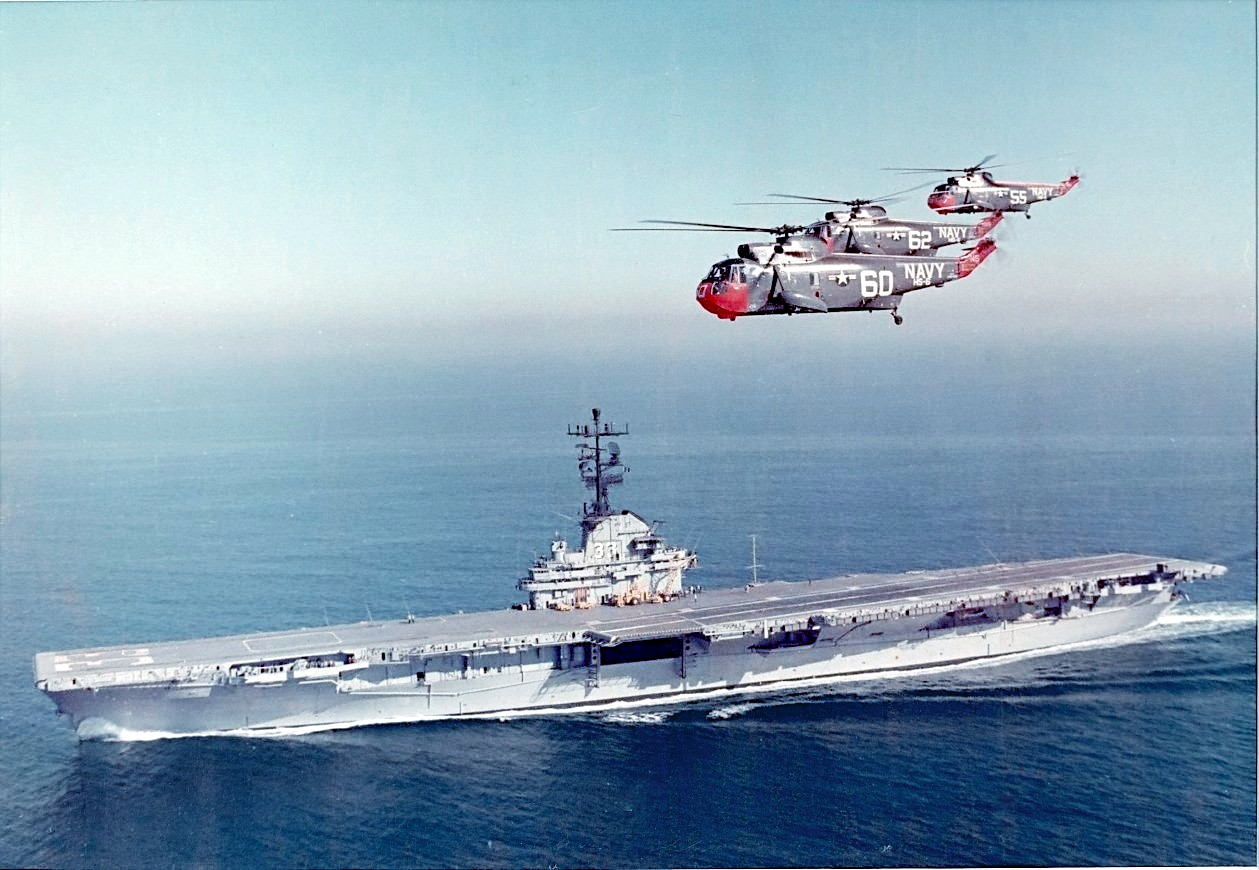
Amerykańscy wybawcy – lotniskowiec USS "Kearsarge" i jego pokładowe śmigłowce

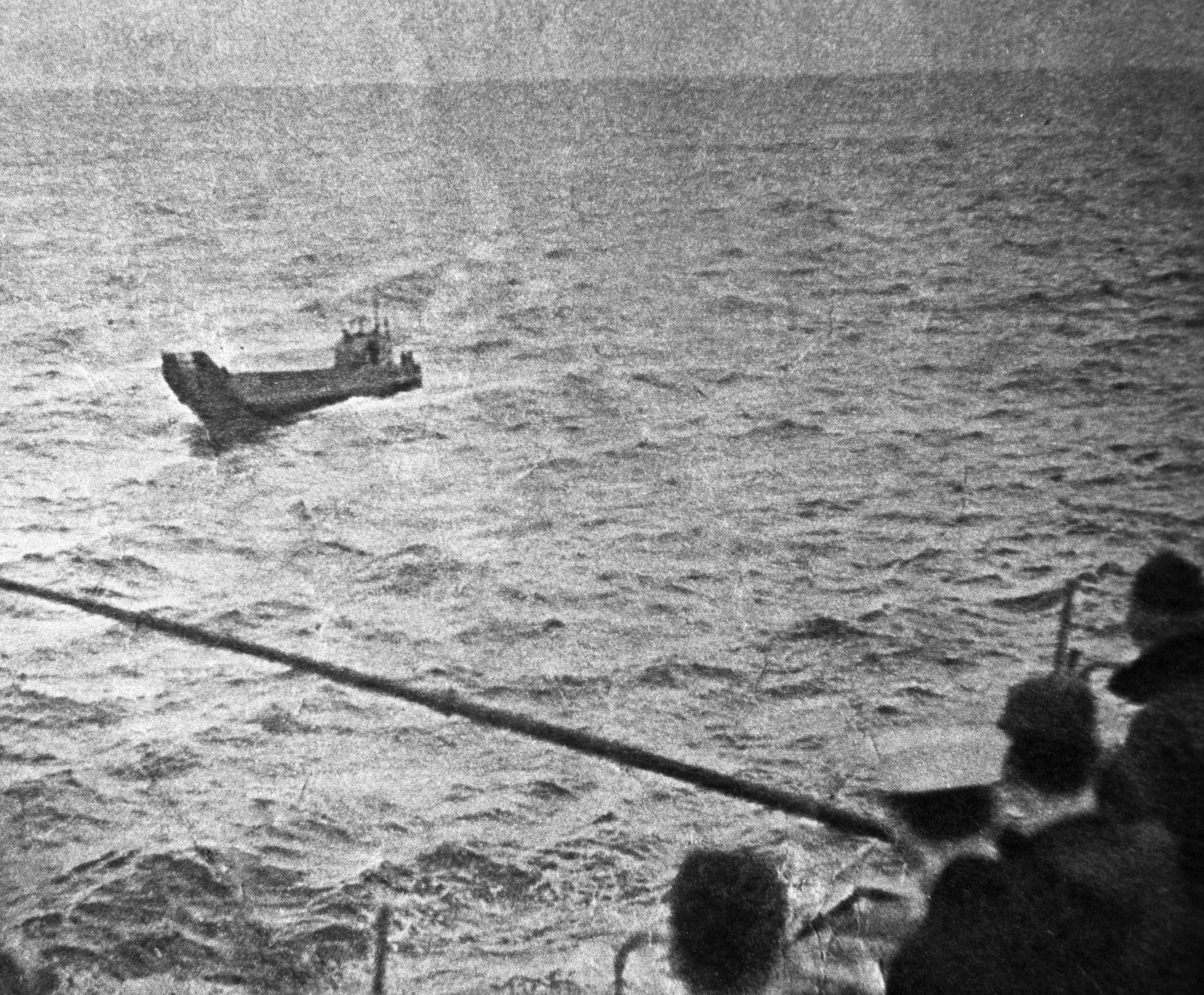
USS "Kearsarge" podchodzi do radzieckiej barki (zdjęcie wykonane z pokładu amerykańskiego lotniskowca)

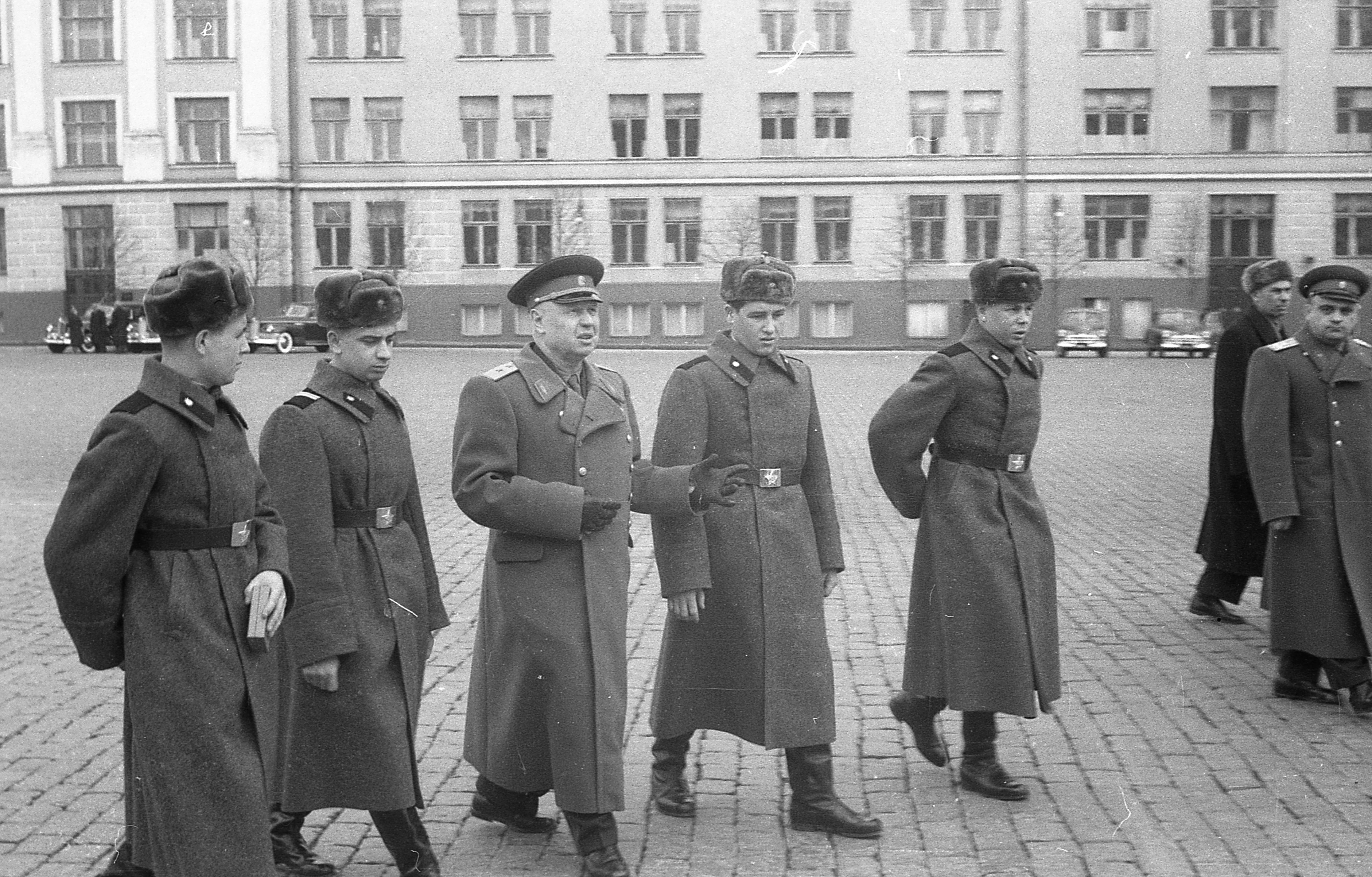
Marzec 1960. Bohaterowie dryfu barki po powrocie do ZSRR podczas spaceru po Moskwie w towarzystwie gen. Golikowa

16 stycznia 1960 roku w zatoce wyspy Iturup na Kurylach, miał miejsce wyjątkowo silny sztorm. Prędkość wiatru dochodziła do 60 m/s, a fale sięgały ok. 15 metrów. Po 11 godzinach tajfunu, w nocy 16/17 stycznia, radziecka, wojskowa barka samobieżna T-36 zerwała się z cumy i pomimo prób osadzenia jej na brzegu przez załogę, została wyniesiona na otwarty ocean. 100-tonowa jednostka utraciła zdolność manewrowania, ponieważ podczas walki z żywiołem zużyte zostało całe paliwo. Na jej pokładzie znajdowało się czterech żołnierzy wojsk inżynieryjnych Armii Radzieckiej: mł. sierż. Ashat Ziganszyn (l. 21) i szeregowi: Filipp Popławski (l. 20), Anatolij Kriuczkowski (l. 22) oraz Iwan Fiedotow (l. 20). Wcześniej załoga nie była informowana o zbliżającym się zagrożeniu. Jedna z kilkunastometrowych fal zalała radiostację. Skąpe racje żywnościowe (trochę kaszy, trzy puszki wołowiny, bochenek chleba i dwa wiadra kartofli), pomimo racjonowania w końcu się wyczerpały. Załoga zaczęła więc jeść skórzane pasy, paski od zegarków, buty. Żołnierze próbowali posilać się mydłem i pastą do zębów, które w owym czasie były jeszcze produkowane z naturalnych komponentów. Wiele lat później powstała legenda, że zjedli nawet elementy harmonii. Wodę pitną odzyskiwali początkowo z osadzającego się na barce lodu, a następnie, wraz z ociepleniem, czerpali z układu chłodniczego dieslowskich silników barki (w sumie 120 litrów). Za opał mieli opony odbijaczowe wiszące na burtach barki i trzy pudełka zapałek. Sytuację dryfujących komplikował fakt, że rejon w którym się znaleźli stanowił obszar prób radzieckich rakiet balistycznych i do 1 marca znajdował się w obszarze zakazanym dla wszelkich rejsów. Między innymi z tego powodu nie wszczęto poszukiwań. Sam fakt zniknięcia barki oczywiście zauważono, jednak od razu uznano ją za zaginioną bez wieści, o czym poinformowano rodziny załogi. Strona radziecka nie podjęła żadnej akcji ratunkowej, chociaż załoga barki zdążyła nadać jeden komunikat radiowy o złej sytuacji, który został odebrany przez dowództwo radzieckiej Floty Oceanu Spokojnego (nie odebrano jednak sygnału SOS wysłanego kilka minut później). Nie wysłano żadnego samolotu ani okrętu w rejon zaginięcia. Ograniczono się jedynie do przeczesania nadbrzeża siłą plutonu, które ujawniło kilka szczątków z zaginionej barki. Przeszukano natomiast rodzinne domy zaginionych, poszukując ich jako potencjalnych dezerterów.   
W 45. dobie dryfowania, nocą barkę wymijał niezidentyfikowany okręt, ale radziecka jednostka nie została przez niego zauważona. Identyczna sytuacja wystąpiła w 48. dniu dryfu, w wypadku dwóch kolejnych, nieznanych jednostek. 6 marca, w 49. dniu dryfowania, krańcowo wyczerpani żołnierze radzieccy zostali przypadkowo odkryci przez śmigłowiec z amerykańskiego lotniskowca USS "Kearsarge" o 1000 mil na pn.-zach. od Midway. Dzień później, 7 marca, zostali podjęci na pokład amerykańskiej jednostki. Później amerykańskie źródła oceniały, że barka przedryfowała 1020 mil morskich. Rozbitkowie, po otrzymaniu pierwszej pomocy, zostali przetransportowani do San Francisco (leżącego najbliżej bazy USS "Kearsarge"), gdzie przybyli 16 marca i oficjalnie zostali internowani. Traktowani jednak byli jak goście, zapewniono im na koszt rządu Stanów Zjednoczonych utrzymanie. Zaproponowano azyl polityczny, który wszyscy odrzucili, do końca zachowując niezłomną postawę "ludzi radzieckich".
Ponieważ zdarzenie wywołało zainteresowanie mediów wolnego świata, już na lotniskowcu urządzono pierwszą konferencję prasową (15 marca). Obawy Rosjan odnośnie do tego, jak ich oddanie się w ręce Amerykanów zostanie zinterpretowane w ZSRR, rozwiał telegram Nikity Chruszczowa, gratulujący im bohaterskiej postawy. Załodze amerykańskiego lotniskowca wyrażono oficjalne podziękowania. W radzieckiej ambasadzie, którą poinformowano o zdarzeniu już w dniu znalezienia rozbitków, zamieniono ich liche mundury na eleganckie garnitury, w których występowali przez cały okres pobytu w USA. Każdemu z nich wypłacono po 100 $, jak na owe czasy sumę zawrotną dla obywateli ZSRR, które wydali w czasie wycieczki po mieście na drobne wydatki. Każdy otrzymał butelkę przedniej whisky, którą dowieźli do domu. Dowódcy załogi – Ziganszynowi, burmistrz San Francisco uroczyście podarował złoty klucz do miasta. Cała Ameryka zaczęła żyć nieprawdopodobną historią czwórki bohaterskich marynarzy. Richard Nixon – ówczesny sekretarz stanu, stwierdził publicznie, że ocieplenie na linii obydwu supermocarstw zyskało nowy impuls. Następnie żołnierzy wysłano do Nowego Jorku, skąd na liniowcu "Queen Mary" trafili do Francji, gdzie również spotkali się z ciepłym przyjęciem. Zwiedzili Paryż i Cherbourg. Później, już jako wojskowi, samolotem wrócili do ZSRR, gdzie witani byli jak bohaterowie. W ten sposób odbyli podróż dookoła świata. Po miesięcznej rekonwalescencji w gruzińskim sanatorium, kontynuowali służbę w swoich jednostkach, ale tylko formalnie – minister obrony ZSRR marsz. Malinowski uznał ich służbę za zakończoną. W ZSRR zostali przyjęci bardzo uroczyście, na audiencji na Kremlu otrzymali Ordery Czerwonej Gwiazdy i zyskali duży rozgłos. Pisały o nich na pierwszych stronach czołowe radzieckie gazety. Stali się idolami młodzieży. Po latach dowódca załogi Ziganszyn w jednym z wywiadów stwierdził, że codziennie otrzymywał worki listów od obywateli ZSRR, a ze zdjęć dziewcząt, które pisały do niego listy skompletował pokaźny album. Byli prawdziwymi bohaterami narodowymi aż do 21 kwietnia 1961 roku, kiedy w kosmos wystrzelono Jurija Gagarina.
Początkowo radzieckie kierownictwo nosiło się z zamiarem ocalałym członkom załogi barki nadać tytuły Bohatera Związku Radzieckiego, jednak zrezygnowano z tego pomysłu po uwadze jednego z członków KC, że wtedy tytuły takie należało by przyznać również Amerykanom-członkom ekspedycji ratunkowej.

## Następstwa

### Losy członków załogi
W styczniu 2010 roku, kiedy z okazji kolejnej, okrągłej rocznicy wydarzenia przypomniały je media rosyjskie, żyło jeszcze dwóch członków feralnego rejsu – dowódca barki Ziganszyn i Kriuczkowski (Fiedotow zmarł w 2000, Popławski w 2001). Mł. sierż. Aschat Ziganszyn był emerytem mieszkającym w Strzelnie koło St. Petersburga, a Kriuczkowski mieszkał w Kijowie. Po zakończeniu służby zasadniczej wszyscy uczestnicy rejsu skorzystali z lukratywnej propozycji wstąpienia bez egzaminów do wojskowej szkoły morskiej w Łomonosowie, po ukończeniu której zyskali atrakcyjny zawód. Ziganszyn zmarł w czerwcu 2017 roku w wieku 80 lat. Obecnie w rodzinnej wsi dowódcy załogi – Szentala w obwodzie samarskim – jedna z ulic nosi jego imię. Anatolij Kriuczkowski zmarł w 2022 roku, jako ostatni żyjący uczestnik dryfu barki T-36.

### Wpływy kulturowe
Historia żołnierzy i ich przeżyć zyskała duży oddźwięk w kulturze masowej.
- W 1960 roku na młodzieżowych potańcówkach zaczęto w ZSRR publicznie odtwarzać słynny rockandrollowy hit Billy Haleya pt. Rock Around the Clock ze zmienionymi słowami w języku rosyjskim, gdzie w tekście można było usłyszeć nawiązania do wyczynu radzieckich marynarzy. Pomimo oficjalnego zakazu rockandrolla, milicja i przedstawiciele Komsomołu nie interweniowali w czasie wykonywania przeboju[5].
- Załodze barki poświęcona jest pieśń Włodzimierza Wysockiego pt. Czterdzieści dziewięć dni z 1960 roku.
- W 1962 powstał w ZSRR film fabularny pt. 49 dniej (pol. tyt. Sami na oceanie) przedstawiający to wydarzenie, jednak posiadający wiele nieścisłości[6].
- W 1979 w Polsce ukazał się prawdopodobnie jedyny na świecie komiks opisujący losy barki i jej załogi (Czterej na drodze śmierci), autorstwa Wacława Gluth-Nowowiejskiego (tekst) i Jerzego Wróblewskiego (rysunki), opublikowany w magazynie komiksowym Relax (nr 26)[11].
- O tułaczce czterech marynarzy czeski poeta Oldřich Vyhlídal napisał poemat Padesát dnů, opublikowany w tomiku Ptáci nad Atlantidou z 1963[12].